# Лазарук, Сергей Владимирович
Серге́й Влади́мирович Лазару́к (6 июня 1962, Брест — 20 марта 2015, Москва) — советский и российский киновед, педагог и продюсер («Она»), первый заместитель председателя Союза кинематографистов России (с 2009 года), заведующий кафедрой киноведения ВГИКа (с 2010 года).

## Биография
В 1984 году окончил киноведческий факультет Всесоюзного государственного института кинематографии (мастерская Лидии Зайцевой и Армена Медведева). По окончании института работал редактором Брестского областного комитета по телевидению и радиовещанию. После срочной военной службы поступил в аспирантуру ВГИКа, которую окончил в 1990 году. Стажировался в Школе искусств Нью-Йоркского университета.
С 1990 года — на преподавательской работе во ВГИКе, где занимал должности преподавателя, помощника ректора, старшего преподавателя, и. о. доцента. В 1993 году защитил диссертацию на соискание ученой степени кандидата искусствоведения по теме «Базовые модели киноведения США. Из истории американского киноведения».
С 1993 года — проректор по научно-творческой работе. С октября 1996 года — заместитель, в 1999—2000 годах — первый заместитель председателя Государственного комитета РФ по кинематографии. В 2000—2004 годах руководил Департаментом государственной поддержки кинематографии Министерства культуры РФ, в 2004—2009 годах — начальник Управления кинематографии Федерального агентства по культуре и кинематографии Министерства культуры и массовых коммуникаций РФ. С 2009 года — первый заместитель председателя правления Союза кинематографистов России.
С 1996 года представлял Россию в общеевропейских межправительственных организациях «Аудиовизуальная Эврика» (национальный координатор) и «Европейская аудиовизуальная обсерватория» (член исполнительного совета), был экспертом Совета Европы по вопросам аудиовизуальных и кинематографических искусств.
Возглавлял оргкомитеты ОРКФ «Новое русское кино на Аляске» (1992), Первого МКФ компьютерной графики и анимации «Аниграф» (1993), московского телерынка «Телешоу» (с 1994), Открытого российского фестиваля анимационного кино, Фестиваля студенческих и дебютных фильмов «Святая Анна», кинофестиваля «Синемарина», питчинга дебютантов Молодёжного центра Союза кинематографистов России и других киносмотров. Неоднократный председатель жюри кинофестиваля «Волоколамский рубеж».
Автор телевизионных программ о кино «Уроки молодых».
С 2010 года возглавлял кафедру киноведения ВГИКа.
Скончался 20 марта 2015 года в Москве. Урна с прахом захоронена в открытом колумбарии Ваганьковского кладбища.

## Награды и премии
- 1996 — премия Гильдии российских киноведов и кинокритиков за монографию «Базовые модели киноведения США. Из истории американского киноведения» как одно из первых серьёзных исследований американской киномысли в России.